# François Louis René Mouchard de Chaban
François Louis René Mouchard Comte de Chaban (* 18. August 1757 in Paris; † 23. März 1814 in Hamburg) war ein französischer Verwaltungsfachmann und Politiker. Während der sogenannten Franzosenzeit war er von 1803 bis 1805 Präfekt des Département de Rhin-et-Moselle und von 1810 bis zu seinem Tode Intendant im „Generalgouvernement“ der Hanseatischen Departements.

## Leben und Beruf
Mouchard de Chaban war verheiratet mit Marie Madeleine du Jon und hatte vier Kinder. Im Jahr 1800 wurde er zum Unterpräfekten von Vendôme ernannt. Den Orden der Ehrenlegion erhielt er 1804.

## Präfekt
Napoleon ernannte Mouchard de Chaban im Juni 1803 zum Nachfolger von Philippe Joseph Boucqueau als Präfekt des Département de Rhin-et-Moselle. Am 17. September 1804 empfing er Napoleon mit seiner Gattin Joséphine in Koblenz. Nach seinem Erlass vom 20. April 1804 wurde ein Pfandhaus in Koblenz gegründet, ein Vorläufer der Sparkasse Koblenz, um die Ausbeutung der Armen durch Pfandleiher zu verhindern. Er ließ die Wasserleitung, die Kurfürst Clemens Wenzeslaus von Sachsen von Metternich nach Koblenz baute, verlängern und an weitere Brunnen in der Stadt anschließen. Dem Pastor Joseph Gregor Lang verhalf er zur Einsetzung als Pfarrer der neugegründeten Pfarrei St. Peter in Neuendorf. Mouchard de Chaban griff auch in die Kommunalpolitik ein und ersetzte 1804 den Koblenzer Bürgermeister (Maire) Johann Friedrich von Eltz durch Johann Nikolaus Nebel. Im März 1805 verließ er Koblenz, sein Nachfolger als Präfekt wurde Alexandre de Lameth.
Im Jahr 1805 war er kurzzeitig Präfekt des Départements Dyle.